# Aristón de Pella
Aristón de Pella (nacido a mediados del siglo II) fue un escritor cristiano de origen judío que, como Hegesipo, representa una escuela de pensamiento más liberal que la de los fariseos y los esenios ebionitas.
Aristón es citado por Eusebio de Cesarea con motivo de un decreto de Adriano en relación con los judíos, pero es más conocido como el escritor de un Diálogo entre un judío alejandrino llamado Papiscus y Jasón (que representaría al autor). El texto está perdido y solo se cuenta con una introducción de una traducción al latín que se atribuía a Cipriano de Cartago. Se trataría del primer texto polémico antijudío de la literatura cristiana, ya que la crítica interna lo data en torno al año 140.
En el texto, el judío Papisco se convierte gracias al discurso que, sobre el Antiguo Testamento, Jasón hace y cómo las diversas profecías se habían cumplido en Jesucristo.
Se conservan citas de diversas partes de la obra y hasta Celso habría tomado en cuenta este diálogo para criticar el uso indiscriminado del método exegético de la alegoría.